# Холубан, Ференц
Ференц Михай Холубан (венг. Holubán Ferenc Mihály; 29 сентября 1887, Мезёковачхаза, Бекеш, Транслейтания, Австро-Венгрия — 6 марта 1945, Будапешт, Венгрия) — венгерский борец греко-римского стиля, призёр внеочередных Олимпийских игр.  

## Биография
Один из первых известных венгерских борцов. Мясник по профессии.

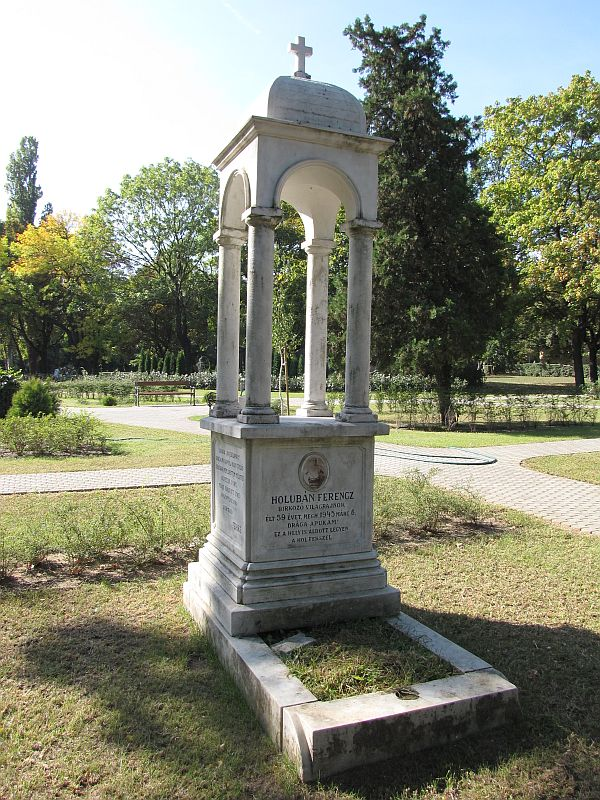
Могила Ференца Холубана в Будапеште

На Летних Олимпийских играх 1906 года в Афинах боролся в весовой категории до 75 килограммов (лёгкий вес)
О регламенте соревнований по борьбе на этих играх известно немного. Соревнования велись по правилам греко-римской борьбы, без ограничения по времени схватки; трое борцов, вышедших в финал, разыгрывали между собой медали в своих весовых категориях. Победители своих категорий разыгрывали между собой абсолютное первенство. Борьбу за медали в лёгком весе вели 12 спортсменов. На пути к финалу Ференц Холубан победил в том числе Исидора Нифло, олимпийского чемпиона 1904 года. В финал вышли Рудольф Ватцль, датчанин Карл Карлсен и Ференц Холубан. Венгерский борец проиграл в обеих встречах, таким образом оставшись бронзовым призёром. 
В дополнение к активной карьере с 1908 года был тренером, тренировал в спортивном клубе Ассоциации служащих почты и телеграфа. С 1920 по 1923 год был тренером сборной Венгрии по борьбе. 
Умер в 1945 году в Будапеште, там же и похоронен. 